# مگارا ( همسر هراکلس)

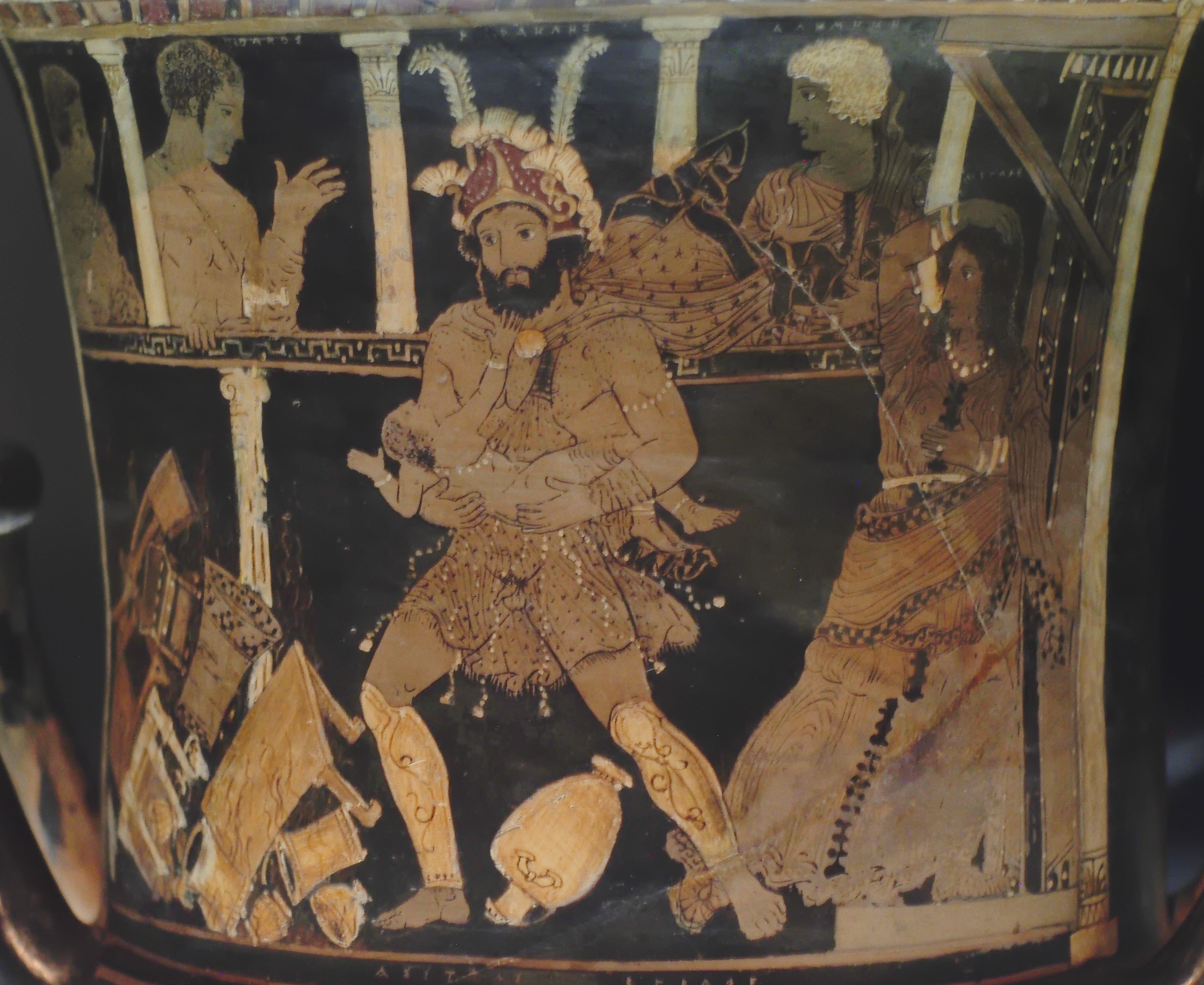
هراکلس دیوانه که در حال کشتن پسرش به تصویر کشیده شده‌است در حالی که مگارا وحشت زده در سمت راست صحنه ایستاده است (موزه ملی باستان‌شناسی اسپانیا)

مگارا (به یونانی: Μεγάρα) به معنی «خانه‌های عظیم»، در اساطیر یونانی دختر بزرگ کرئون پادشاه تبای و اولین همسر هراکلس بود.
او برای قدردانی از هراکلس به خاطر دفاع از تبای در مقابل اُرکومنوس در یک جنگ تن به تن، دختر بزرگ خود مگارا را به هراکلس تقدیم کرد و هراکلس او را به وطن خود و خانهٔ آمفیتروئون برد. مگارا برای او یک پسر و دو دختر به دنیا آورد (در برخی از تفسیرات آن‌ها دارای هشت فرزند بودند)، که هراکلس آن‌ها را همراه با مگارا هنگامی که هرا او را دچار دیوانگی موقتی کرده بود کشت. در بعضی از تفسیرات آمده مگارا را به یولائوس پهلوان تبسی دادند بعد از اینکه هراکلس تبس را برای همیشه ترک کرد.
بر طبق گفته‌های اوریپید، هنگامی که هراکلس در حال بازگشت به خانه از سفر خود به جهان زیرین بود، دریافت که در یونان جنگی رخ داده است. در طول غیبت او، لیکوس به ائوبویا حمله کرده بود تا کرئون را سرنگون و در نهایت به قتل برساند. درست هنگامی که لیکوس در حال کشتن مگارا و فرزندانش بود، هراکلس از راه رسید. او به سرعت به دفاع از خانواده خود شتافت تا با تیر و کمانش لیکوس را از پا درآورد. درست در لحظهٔ قربانی کردنش برای زئوس، هرا مداخله نمود و هراکلس را به یک جنون و خشم ناگهانی دچار نمود. هراکلس شروع به تیراندازی به جانوران خیالی ساخته ذهنش کرد و در انتها همسر خود مگارا و سه فرزندشان را به قتل رساند (در برخی از تفسیرات مگارا از دست او پا به فرار گذاشت). هنگامی که او در حال کشتن پدر خود آمفیتروئون بود که او را با پدر ائوروستئوس، استنلوس اشتباه گرفته بود، آتنا از راه رسید و هراکلس را با طنابی به تخته سنگی بست و او را به خواب سنگینی فروبرد. هنگامی که هراکلس بیدار شد، متوجه کار خود شده و بسیار وحشت زده گشت و قصد خودکشی داشت. خوشبختانه دوست او تسئوس نیز در آنجا حضور داشت و توانست او را آرام و بالاخره متقاعد سازد که خود را بازیابد.